# The Golden Bough

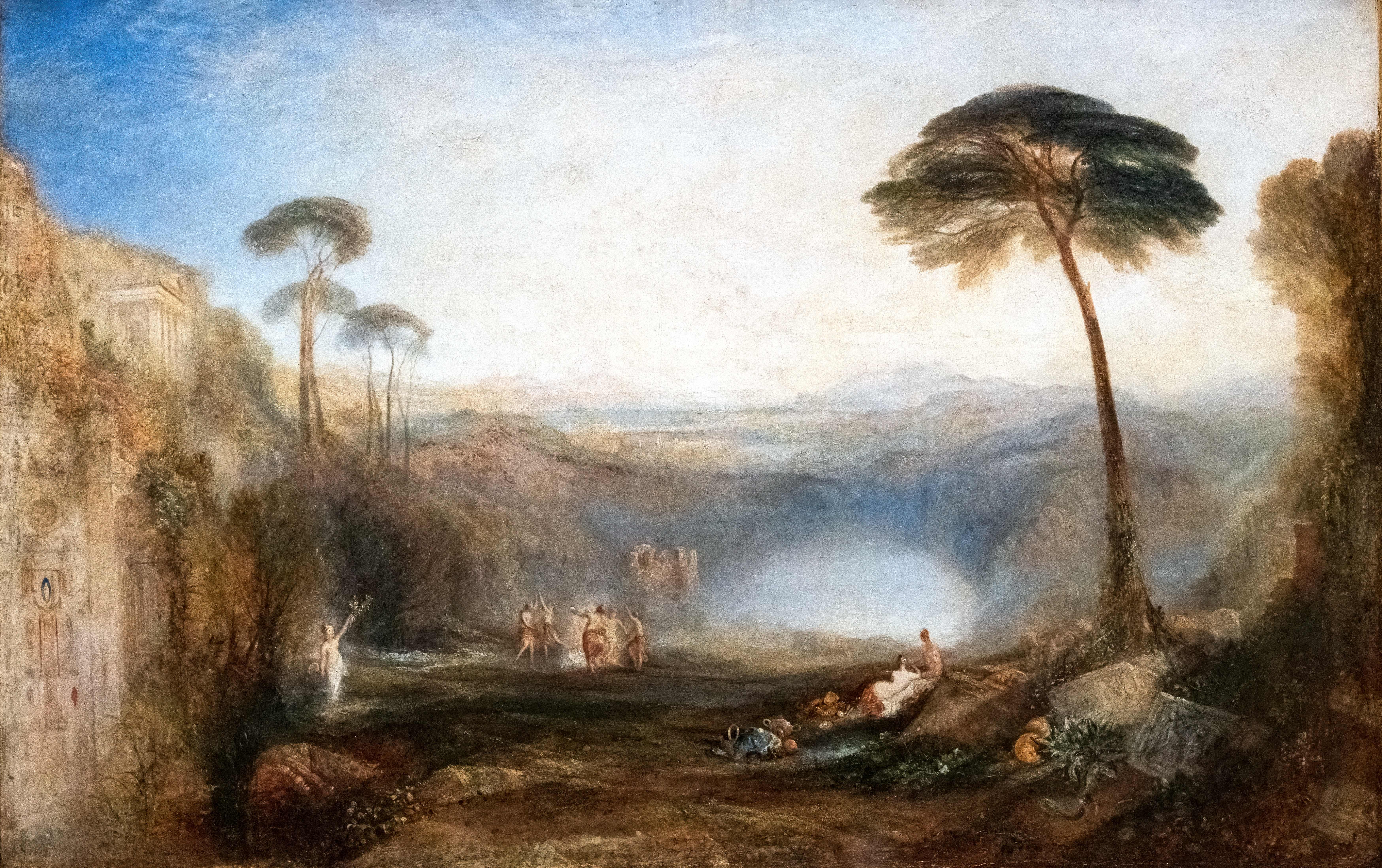

O Ramo de Ouro (The Golden Bough, em inglês) é uma obra escrita pelo antropólogo escocês Sir James George Frazer e que teve sua primeira publicação em 1890, em dois volumes.
Seguiram-se sucessivas edições, onde novo material foi adicionado por Frazer e, em 1935, seu décimo terceiro volume saiu com o título de Aftermath.
O ramo de ouro é uma das obras fundamentais da antropologia, onde temas centrais da disciplina são abordados. Sem nunca ter feito pesquisa de campo, Frazer reúne uma enorme diversidade de mitos, lendas e relatos de magia e religião dos mais diferentes povos do mundo, debatendo a questão principal do "deus imolado".
Seu estilo literário e a erudição da obra levaram The Golden Bough a influenciar mitólogos, antropólogos, filósofos e escritores, como Freud, Wittgenstein, James Joyce, Stephen King e Chico Buarque.

## Menções ao livro
- O livro é citado no jogo Eternal Darkness: Sanity's Requiem (jogo do Nintendo Game Cube), pelo narrador, durante o segundo capítulo do jogo
- No anime Eureka Seven, em várias ocasiões as personagens Holland e Tenente-Coronel Dewey Novak aparecem lendo o livro The Golden Bough, que também recebe destaque em algumas aberturas.[carece de fontes?]
- No filme Apocalypse Now de  Francis Ford Coppola é um dos livros de cabeceira do coronel Walter E Kurtz, interpretado por Marlon Brando.[carece de fontes?]
- No livro O Irmão Alemão de Chico Buarque uma versão em inglês de 1922 é citada pelo autor: "E cinzas, sacudir um livro do meu pai é como soprar um cinzeiro. Desta vez eu vinha lendo O Ramo de Ouro, numa edição inglesa de 1922, e ao virar a página 35 dei com uma carta endereçada a Sergio de Hollander,..." (ISBN 978-85-359-2515-9)
- O livro aparece no anime Darling in the Franxx no episódio 12 quando aparece um "flashback" do personagem Hiro(Código 016) e da personagem Ichigo(Código 015) conversendo quando crianças.
- O livro é citado nos contos A máquina de passar roupa e Eu sei do que você precisa cuja obra Sombras da Noite é assinada pelo mestre do terror Stephen King.
- O antropólogo Malinowski, um dos principais expoentes da revolução funcionalista estudava ciências exatas antes de ler O Ramo de Ouro e decidir tornar-se antropólogo.
- Na obra As Brumas de Avalon de Marion Zimmer Bradley, o livro é citado nos agradecimentos.